# Heinz Meixner (Mineraloge)
Heinrich Hermann Heinz Meixner (* 4. November 1908 in Graz; † 19. Dezember 1981 in Salzburg) war ein österreichischer Mineraloge mit einem Schwerpunkt der Arbeit zum Bergbau in Kärnten.

## Leben

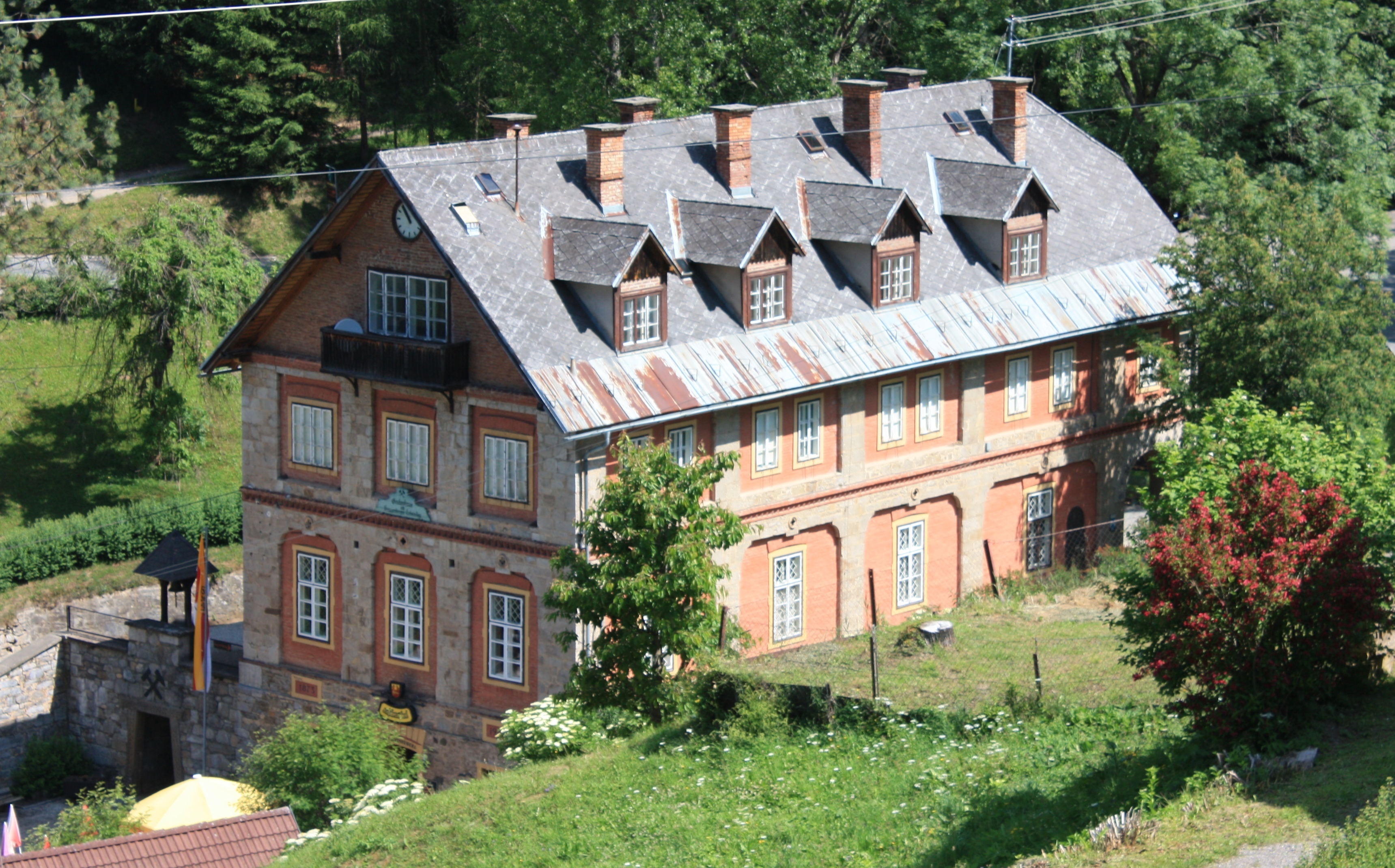
Die Sammlung im 1. Stock des Bergbaumuseums in Knappenberg (Kärnten) ist Meixner gewidmet.

Heinz Meixner wurde als Sohn des Zoologen Dr. Adolf und Bertha Meixner (geb. Vukits) geboren. Bereits als Schüler erwachte sein Interesse an der Mineralogie, seine Matura-Hausarbeit führte den Titel „Neue Mineralfundpunkte in den österreichischen Ostalpen I und II“. Dieses Thema führte Heinz Meixner in einer Reihe bis zu seinem Tode zunächst in den Mitteilungen des Naturwissenschaftlichen Vereines für die Steiermark, später dann in der von ihm getragenen Zeitschrift Der Karinthin als Beilage der Carinthia II des Naturwissenschaftlichen Vereines für Kärnten weiter.
Meixner absolvierte an der Universität Graz seine Lehramtsstudien für Chemie und Naturgeschichte (Biologie), die er 1935 mit der Lehramtsprüfung für Mittelschulen abschloss. Im Herbst 1936 wurde er zum Doktor der Philosophie promoviert. Seine Dissertation behandelte das Mineral Lazulith und dessen Lagerstättentypen. Ein bedeutender Lehrer Meixners war der spätere Universitätsprofessor Felix Machatschki. Im Sommer 1938 arbeitete Heinz Meixner an der Universität Rostock mit Carl Wilhelm Correns. Im Herbst 1938 wurde Heinz Meixner wissenschaftlicher Assistent an der Mineralogisch-Petrographischen Abteilung des Naturhistorischen Museums in Wien, kurz darauf Kustos und 1940 Dozent für Mineralogie an der Universität Wien. Im gleichen Jahr wurde Meixner zur Wehrmacht eingezogen, wo er als Militärgeologe von 1942 bis 1945 in Norwegen zum Einsatz kam. Nach seiner Entlassung aus der Kriegsgefangenschaft 1947 arbeitete er zunächst als Markscheidergehilfe, und ab 1948 als Betriebsmineraloge in der Bergdirektion Hüttenberg der Österreichisch-Alpine Montangesellschaft am Hüttenberger Erzberg.
Seine intensive Beschäftigung mit dem Lumineszenzverhalten von Uranmineralen führte 1953 zur Erkennung und Erstbeschreibung des Kahlerit. 
1958 gründete er die Arbeitsgemeinschaft Erforschung der Saualpe zusammen mit Pilger, Schönberg und Clar.
1969 übernahm Meixner das an der Universität Salzburg neugegründete Institut für Mineralogie, Petrographie und Lagerstättenlehre. In über 400 wissenschaftlichen und populärwissenschaftlichen Arbeiten widmete sich Meixner vor allem mineraltopographischen und paragenetischen Fragestellungen.
Meixner pflegte regen Kontakt zu Mineraliensammlern und deren Vereinigungen und war dafür bekannt, ihm vorgelegte Mineralarten nur mit einem Vergrößerungsglas zu erkennen. Bei aller wissenschaftlichen Ernsthaftigkeit hatte Meixner ein humorvolles, offenes und gemütvolles Wesen, was besonders auf Exkursionen und Tagungen geschätzt wurde.
Meixner war mit dem Geologen Eberhard Clar befreundet.
Meixner starb 73-jährig am 19. Dezember 1981 in Salzburg an Herzinsuffizienz. Seine Grabstätte befindet sich auf dem Evangelischen St.-Peter-Friedhof in Graz.

## Würdigung
Ein wasserhaltiges Magnesium-Aluminium-Hydroxid aus dem Steinbruch In der Gleisen bei Nöchling im Waldviertel wird von Koritnig und Süsse zu Ehren Meixners Meixnerit benannt.
1976 erhielt er den Goldenen Ehrenring der Marktgemeinde Hüttenberg. 1978 wurde er Ehrenmitglied der Österreichischen Mineralogischen Gesellschaft, 1978 Ehrenmitglied der Deutschen Mineralogischen Gesellschaft.

## Werke
- Die Uranminerale um Badgastein, Salzburg, im Rahmen Österreichs. Springer, Wien 1965.
- Zur Landesmineralogie von Salzburg. 1878-1962. Mit Nachträgen 1964, Egger, Imst 1965.
- Die Minerale Kärntens, Klagenfurt, Verlag des Naturwissenschaftlichen Vereins für Kärnten.
- Gesteine, Erz- und Minerallagerstätten Kärntens